# Homoporus propodealis
Homoporus propodealis är en stekelart som beskrevs av Dzhanokmen 1999. Homoporus propodealis ingår i släktet Homoporus och familjen puppglanssteklar.
Artens utbredningsområde är Kazakstan. Inga underarter finns listade i Catalogue of Life.